# Julien Le Roy
Julien Le Roy (1686 — 1759) foi um grande relojoeiro parisiense do século XVIII.

## Biografia
Nasceu em Tours em 1686 e aos 13 anos já tinha feito seu primeiro relógio. Em 1699, mudou-se para Paris para complementar seu treinamento como relojoeiro. Tornou-se maître horloger em 1713. Foi  indicado à Diretoria da Société des Arts, mas o auge de sua carreira foi ser nomeado relojoeiro (horloger ordinaire du Roi) ao rei Luís XV em 1739. Continuou seus negócios na Rue du Harlay até sua morte em 1759.
Seu filho, Pierre Le Roy (1717-1785), também um brilhante relojoeiro, continuou os negócios do pai até o início dos anos 1780. Outro filho, Julien-David Le Roy (1724-1803), foi um arquiteto neo-clássico e arqueólogo, autor das Ruínas dos mais belos monumentos da Grécia.
Exemplos de seu trabalho podem ser encontrados em muitos museus ao redor do mundo, incluindo o Museu do Louvre, Paris, e o Victoria and Albert Museum em Londres.